# カルロ・スピノラ
カルロ・スピノラ（Carlo Spinola、1564年 - 1622年9月10日）は、イエズス会のイタリア人宣教師。元和の大殉教で火刑に処された者の一人である。
グレゴリオ暦作成の中心人物であった科学者クリストファー・クラヴィウスに師事し、天文学、数学、暦学なども修得していた。

## 略歴
- 1564年 - ジェノヴァもしくはプラハに生まれる
- 1598年 - マカオ管区でプロクラドールに就任
- 1599年 - リスボンを出発し、日本に向かう
- 1602年 - 来日
- 1612年 - 月食をもとに、マカオと長崎の経度を測定
- 1614年 - キリシタンの国外追放を逃れ、長崎に潜伏
- 1618年 - ポルトガル人、ドミンゴス・ジョルジの家に潜伏中、捕縛される
- 1619年 - 大村の鈴田牢に投獄される
- 1622年 - 長崎の西坂にて殉教
- 1868年 - ローマ教皇・ピウス9世によって日本205殉教者の一人として列福